# Zweitourenmaschine
Eine Zweitourenmaschine ist eine spezielle Art einer Druckmaschine.

## Beschreibung
Bei den Buchdruck-Zylinderschnellpressen unterscheidet man zwischen Eintouren- und Zweitouren-Schnellpressen. Normalerweise wird nach jeder Rotation des Druckzylinders unter Druck (= Druckvorgang) das Papier vom „Zylinder-Greifer“ an den „Auslage-Greifer“ übergeben, der Druck wird automatisch abgestellt, um der Druckform das (beschleunigte) Zurückfahren unter dem Zylinder in die Ausgangsposition zu ermöglichen, wo von der Papier-Anlage ein frischer Bogen eingezogen wird. Diese Art nennt man Eintouren-Schnellpresse, da der Druckzylinder je Druckvorgang nur eine Umdrehung durchführt. Bei der Zweitouren-Schnellpresse macht bei jedem Druckvorgang der Zylinder zwei Umdrehungen (Touren): Die erste, um den Bogen von der Papier-Anlage durch den Druckvorgang zu führen, und eine zweite, um den bedruckten Bogen zur Bogen-Auslage zu befördern, während die Druckform in ihre Ausgangslage zurückfährt und von hier ein frischer Bogen für den neuen Druckvorgang zugeführt wird.